# Pio X.
Pio X. lat. Pius PP. X. (Riese, Veneto, 2. lipnja 1835. – Rim, 20. kolovoza 1914.), rođen kao Giuseppe Melchiorre Sarto, 257. poglavar Katoličke Crkve, papa od 4. kolovoza 1903. do smrti 1914.

## Raniji život
Giuseppe je rođen 2. lipnja 1835. u Riesu kraj Trevisa, u siromašnoj obitelji gradskog činovnika Giuseppea Battiste i Margarite, rođene Sanson. Njegovi otac i majka imali su jedanaestero djece. Giuseppe Melchiorre se rodio kao njihovo drugo dijete, ali je bio od djece najstariji, jer je njegov brat Giuseppe umro prije njegovog rođenja još kao beba. Osnovnu školu je završio u svom rodnom mjestu kao odličan učenik. Za vrijeme osnovnog školovanja mjesni kapelan don Luigi Orazio poučavao ga je latinskom jeziku. Po završetku Osnovne škole upisao se na gimnaziju u Castelfrancu, gradiću udaljenom 7 km od Riesa. Tadašnji venecijanski patrijarh, kardinal Jacopo Monico (1778. – 1851.), i sam rodom iz Riesea, osigurao je mladom Sartu besplatno školovanje na sjemeništu u Padovi. Ondje će Giuseppe Sarto proboraviti punih osam godina. Dvije godine studirao je klasične jezike i književnost, te potom filozofiju. Preostale četiri godine studirao je teologiju. Dok se nalazio u Padovi, 1852. godine umro mu je otac. Taj ga je događaj veoma pogodio, te je razmišljao o napuštanju sjemeništa, kako bi prehranio majku i brojnu braću i sestre. No, majka ga je u tome odgovorila, jer je željela da Giuseppe postane svećenik. To se i ostvarilo 1858. godine kada je u Castelfrancu zaređen za svećenika.
Svoju službu je započeo kao kapelan u Tombolu, zabačenoj župi na rubu biskupije Treviso. Ljudi su ga zbog njegove svećeničke revnosti, požrtvovnosti i ljubavi prema siromasima odmah prihvatili i zavoljeli. Godine 1867. odlazi za župnika u Salzano, a 1875. godine imenovan je kanonikom i premješten u Treviso, gdje vodi biskupski ured. Na bogoslovnom sjemeništu predaje dogmatiku, moral i crkveno pravo. Unatoč njegovom protivljenju papa Lav XIII. 1884. imenuje ga biskupom Mantove, gdje je vladao veoma teško stanje. Prema nedostojnim svećenicima pokazivao je čvrstu ruku. Iz vlastitog primjera pobožna, neporočna, siromašna i radina života pokazivao je svojim svećenicima lijek njihovim slabostima. Na tajnom konzistoriju 1893. godine papa Lav XIII. imenuje ga kardinalom, a tri dana kasnije i venecijanskim patrijarhom. Giuseppe je sve poduzeo kako bi ostao biskupom Mantove, ali na posljetku se pokorio Papinoj želji. No, morao je pričekati osamnaest mjeseci kako bi preuzeo službu patrijarha, jer se austrijska vlada usprotivila njegovu imenovanju navodeći da jedino austrijski car ima pravo imenovanja patrijarha. Nakon mnogih pregovora između Svete Stolice i Austrije, svečano je ušao u Veneciju 24. studenog 1894. godine, uz oduševljenje puka. Kroz deset godina svog boravka u Veneciji, Sarto se pokazao istinskim «pastirom». Prakticirao je život u siromaštvu, pa je čak nosio odijelo svog prethodnika. 

## Izbor za papu
Dana 20. srpnja 1903. u dubokoj starosti umire papa Lav XIII. Kardinal Sarto odlazi na konklave, a s njime još šezdeset jedan kardinal. Konklave su započele 1. kolovoza. U prvim glasovanjima se činilo da će pokojnog Papu naslijediti njegov državni tajnik, kardinal Rampolla, ali je austrijski car Franjo Josip I. preko svojih kardinala stavio veto na njegov izbor. Bio je to zadnji veto koji je neka svjetovna vlast uložila na izbor pape. U sedmom krugu glasovanja, 4. kolovoza 1903. godine s pedeset glasova Giuseppe Melchiore Sarto je izabran za papu. Prestrašen je molio kardinale da ga ostave po strani, no plačući je ipak prihvatio izbor. Uzeo je ime Pio, kako bi počastio prethodne pape tog imena, koji su se hrabro opirali raznim progonima.

## Pontifikat
Njegov je pontifikat već na samom početku bio obilježen pogoršanjem položaja vjernika u Francuskoj gdje je kulminacija dosegnuta proglašenjem Zakona o odvajanju Crkve od države, što je dovelo do Papine osude u obliku enciklike Vehementer Nos (Nije vam dopušteno – 11. veljače 1906.) i Une fois encore (Još jednom – 6. siječnja 1907.) godine. Papa Pio X. se oštro suprotstavio modernizmu. U enciklici Pascendi Dominici gregis od 8. rujna 1907. osuđuje modernizam, agnosticizam i imanentizam. Papa se u nekoliko dokumenata založio i za katehizaciju, te je dao prirediti i novi Rimski katekizam za rimsku crkvenu pokrajinu, koji se proširio po cijelom svijetu. S velikim žarom se založio za obnovu crkvene glazbe. Za vrijeme njegovog pontifikata pogoršani su odnosi između Kraljevine Italije i Vatikana, jer je Papa zabranio katolicima sudjelovanje u političkim pitanjima. Papa Pio X. je značajno reformirao Kuriju, davši veće ovlasti pojedinim kongregacijama. Dao je novi oblik brevijaru i počeo reviziju misala. Papa se mnogo zalagao za bolje vjersko podučavanje. I sam je nedjeljom poslije podne održavao vjeronauk. Kad je izbio Prvi svjetski rat, Papa je zapisao: "Tugujem za svim onima koji umiru na bojnim poljima. Tugujem za njihovim dušama i obiteljima. O, taj rat! Osjećam da će i mene dokrajčiti"! Papa je zauzeo potpuno neutralni stav, ne pružajući podršku ni jednoj zaraćenoj strani. Kad je car Franjo Josip I. zamolio za blagoslov austro-ugarske vojske, Papa je odgovorio: "Blagoslovit ću samo mir".

## Smrt i kanonizacija
Samo dva mjeseca nakon početka rata papa Pio X., shrvan bolešću (godinu dana ranije Papa je preživio srčani udar) i naporima, te utučen zbog izbijanja rata, umire rano ujutro 21. kolovoza 1914. godine u sedamdeset devetoj godini života. Papa je umro u siromaštvu, kako je i živio. Njegove sestre su ostale potpuno nezbrinute, bez ikakvih sredstava, pa je brigu o njima preuzeo njegov nasljednik, papa Benedikt XV. Sahranjen je u jednostavnu i neukrašenu grobnicu u kripti bazilike sv. Petra.  Zbog zvog skromnog, svetačkog života, rada i zasluga, papa Pio XI. deset godina kasnije pokreće postupak njegove beatifikacije, a papa Pio XII. 29. svibnja 1954. godine proglašava ga svecem. Tijelo svetog Pija X. je premješteno iz kripte u baziliku sv. Petra, gdje je i danas u brončano-staklenom sarkofagu izloženo štovanju vjernika.